# Lienzo de Zanatepec
El lienzo de Zanatepec (también denominado Códice del Zanate o Mapa de Zanatepec) es un documento colonial plasmado sobre piel de venado, del que solamente se conservan ocho fragmentos debido a su avanzado deterioro.
Esta pieza forma parte de una serie de lienzos coloniales de la región del Istmo de Tehuantepec, como son los mapas de Guevea, Petapa, Huilotepec o Juchitán, en el que se demuestra el derecho a la tierra bajo el régimen de los señores de Tehuantepec, y en el que se justifica la posesión de dichos territorios amparándose en la relación o linaje con los antiguos señores zapotecos de Zaachila.
Dichos lienzos documentan la organización social y política de los zapotecos de la región, destacando sus linajes gobernantes y la distribución de tierras. En este contexto, el documento tenía la función de servir como evidencia en disputas territoriales ante las autoridades coloniales.
El lienzo de Zanatepec consiste en representaciones pictográficas que incluyen símbolos que muestran la estructura genealógica de los gobernantes locales, así como la extensión de las tierras bajo su control. Los personajes en el lienzo están representados mediante figuras humanas, con referencias a las relaciones de parentesco a través de líneas y símbolos.
También muestra símbolos naturales como montañas, ríos y campos cultivables, que indican la geografía del área zapoteca y los recursos que administraban. Estos elementos pictóricos ayudan a reconstruir la organización territorial de los zapotecos en Zanatepec.